# Нарышкин, Михаил Михайлович
Михаил Михайлович Нарышкин (31 января 1798 или 4 февраля 1798, Москва — 2 [14] января 1863, Москва) — русский военный, полковник (1823). Декабрист, член Союза благоденствия (1818) и Северного тайного общества. Участник Кавказской войны, прапорщик (1843).

## Биография

### Рождение, ранние годы
Михаил Михайлович Нарышкин происходил из рода Нарышкиных, дворян Московской губернии. Родился 31 января (11 февраля) 1798 года в семье подполковника Михаила Петровича Нарышкина (17 (28) декабря 1753 — 23 августа (4 сентября) 1825) и его жены Варвары Алексеевны (6 (17) ноября 1760 — 1 (13) марта 1827), дочери князя Алексея Никитича Волконского. Имел двух братьев и шесть сестёр.
Отец его был крупным землевладельцем: в 1802 году в Московской, Нижегородской, Казанской и Калужской губерниях имел 8275 душ. По случаю рождения сына Михаила выстроил в селе Одинцово-Архангельское на месте старой новую церковь Михаила Архангела (ныне территория резиденции Президента РФ «Бор», доступ ограничен).

### Становление
В детские годы М. М. Нарышкин в зимнее время жил до 1815 года в московском городском доме своей матери на Пречистенском бульваре (ныне Гоголевский бульвар, 10); а в летнее время — в загородном доме в селе Одинцово-Архангельское. Воспитывался дома (учителя — немцы Гесслер и Кастнер), в 1815 году посещал занятия в Московском учебном заведении для колонновожатых. В 1818—1819 годах в Санкт-Петербурге слушал частные лекции профессоров А. П. Куницына, К. Ф. Германа и М. Ф. Соловьева.
В службу вступил подпрапорщиком в Псковский пехотный полк 6 (18) апреля 1815 года.
Послужной список
- портупей-прапорщик — 20 июня (2 июля) 1815 года
- прапорщик — 4 (16) октября 1815 года
- подпоручик — 30 апреля (12 мая) 1817 года
- переведен в лейб-гвардии Московский полк — 23 октября (4 ноября) 1817 года
- поручик — 26 января (7 февраля) 1818 года
- штабс-капитан — 24 августа (5 сентября) 1819 года
- капитан — 1 (13) января 1822 года
- полковник с переводом в лейб-гвардии Измайловский полк — 12 (24) декабря 1823 года
- переведен в Бородинский пехотный полк — 6 (18) июня 1824 года
- переведен в Тарутинский пехотный полк — 17 (29) декабря 1825 1825 года (стоял в Москве).

Член Союза благоденствия (1818, принят Бурцовым) и Северного тайного общества. Участвовал в переговорах Северного и Южного обществ об объединении в 1823 году. Читал проект конституции Н. М. Муравьёва. Принял в тайное общество В. А. Мусина-Пушкина. Находясь с полком в Москве, готовил выступление офицеров в декабре 1825 года.
Арестован в Москве приказом от 30 декабря 1825 (11 января 1826) года и доставлен из Юрьева-Польского в Санкт-Петербург на главную гауптвахту 8 (20) января 1826 года. В тот же день переведён в Петропавловскую крепость («посадить по усмотрению, где удобнее») в № 16 куртины между бастионами Екатерины I и Трубецкого.
Осужден по IV разряду и по конфирмации 10 (22) июля 1826 года приговорён в каторжную работу на 12 лет с лишением чинов и дворянства, срок сокращен до 8 лет — 22 августа (3 сентября) 1826 года.

### Годы ссылки
Отправлен из Петропавловской крепости в Сибирь 2 (14) февраля 1827 года (приметы: рост 2 аршина 8 4/8 вершков, «лицо белое, круглое, глаза карие, нос широкий, остр, волосы на голове и бровях темнорусые, на бороде на левой стороне небольшая природная бородавка и глазами близорук»), доставлен в Читинский острог 20 марта (1 апреля) 1827 года. В сентябре 1827 года к нему приехала жена. С декабристов сняли кандалы в августе 1828 года. Прибыл в Петровский Завод в сентябре 1830 года.
По указу 8 (20) ноября 1832 года обращён на поселение в город Курган Курганского округа Тобольской губернии, куда прибыл с женой 14 (26) марта 1833 года (первоначально местом поселения был определён Селенгинск).
Нарышкины сняли за 25 рублей в месяц дом, построенный в 1774 году на каменном фундаменте, с усадьбой и землей на берегу реки Тобол. С разрешения царя Николая I Елизавета Петровна Нарышкина на свое имя в мае 1833 года приобрела у коллежского асессора Серебрякова этот дом за 5650 рублей. Утепленный и перестроенный по проекту Нарышкиной дом состоял из семи жилых комнат с двумя прихожими. Комнаты имели следующее назначение: столовая, гостиная, библиотека, кабинет Елизаветы Петровны, кабинет Михаила Михайловича, Анисьина комната (горничная Елизаветы Петровны), людская и прихожая. Центральная комната имела выход на веранду. Дом обслуживался семью-восемью слугами, двое из которых прибыли вместе с Нарышкиными. Дом стал центром культурной жизни города. По пятницам здесь собирались декабристы, ссыльные поляки, местная интеллигенция, проходили дискуссии по вопросам истории, философии, читались стихи, устраивались музыкальные вечера. Михаил Михайлович занимался садоводством, получал от богатых родственников посылки с черенками, отыскивал в округе редкие сорта деревьев и кустарников. На отведённой декабристам земле устроил небольшой конный завод, выписывая из Европейской России племенные экземпляры лучших пород. Для библиотеки Курганского уездного училища подарил книг на 300 рублей. По словам декабриста Лорера, Нарышкины были истинными благодетелями целого края. Они помогали бедным, лечили больных, давали деньги на лекарства. В 1837 году, во время приезда в Курган цесаревича Александра, находившийся в его свите поэт В. А. Жуковский посетил дом Нарышкиных, где встретился с декабристами.
По высочайшему повелению, объявленному военным министром 21 июня (3 июля) 1837 года, определён рядовым в Кавказский корпус, выехал из Кургана 21 августа (2 сентября) 1837 года. Продажа здания была поручена другому декабристу А. Ф. Бриггену. По всей видимости, до 1843 года оно арендовалось Курганским окружным судом, в котором канцеляристом работал А. Ф. Бригген. В августе 1843 года его приобрела теща декабриста Н. В. Басаргина вдова подпоручица Стефанида Ивановна Маврина. Она заплатила за дом 1200 рублей серебром, но уже 15 (27) февраля 1844 года перепродала его на 300 рублей дороже купцу Ивану Мартыновичу Вагину. С 1975 года в доме Нарышкиных (г. Курган, ул. Климова, 80а) находится Музей декабристов.

### На Кавказе
Зачислен в Навагинский пехотный полк 14 (26) октября 1837 года. В 1838 году Нарышкины купили дом в станице Прочный Окоп, дом не сохранился, ныне на его месте пекарня.
Послужной список:
- участвовал в боях при движении к аулам Исенгиреевским с 24 октября (5 ноября) 1837 по 29 октября (10 ноября) 1837 года, в перестрелке с горцами с 13 (25) ноября 1837 по 19 ноября (1 декабря) 1837 года, в сражении у реки Белой с 18 (30) января 1838 по 24 января (5 февраля) 1838 года, при движении отряда к Урухаевскому племени с 3 (15) марта 1838 по 16 (28) марта 1838 года, в сражении с абадзехами за рекой Белой с 16 (28) апреля 1838 по 21 апреля (3 мая) 1838 года, в поиске и разгроме неприятеля по реке Лабе с 27 сентября (9 октября) 1838 по 8 (20) октября 1838 года
- унтер-офицер с 6 (18) декабря 1838 года. Участвовал в высадке морского десанта у Субаши и взятии этого пункта 3 (15) мая 1839 года, затем в строительстве укреплений и перестрелках с врагом. В боях при занятии высот у реки Шахе 29 мая (10 июня) 1839 года, затем в строительстве укреплений форта Головинского. Участвовал в высадке морского десанта в устье реки Псезуапсе и взятии этого пункта 7 (19) июля 1839 года, затем в строительстве укреплений форта Лазаревского и перестрелках с врагом. С 4 (16) сентября 1839 года в крепости Анапа, с 12 (24) сентября 1839 года на строительстве укреплений форта Раевского и перестрелках до середины октября 1839 года, затем — на зимние квартиры. В разъездах по реке Лабе с 22 февраля (5 марта) 1840 по 1 (13) марта 1840 года, в действующем Лабинском отряде с 3 (15) мая 1840 по 21 ноября (3 декабря) 1840 года на строительстве укреплений и перестрелках с абадзехами.
- переименован в юнкера 30 сентября (12 октября) 1840 года.
- подпрапорщик с 1 (13) января 1841 года. Участвовал в истреблении трёх аулов абадзехов за рекой Белой и отражении неприятельских атак с 26 января (7 февраля) 1841 по 28 января (9 февраля) 1841 года, против отложившихся егерукаевских и темиргоевских аулов (10 000 горцев) с 15 (27) марта 1841 по 22 марта (3 апреля) 1841 года, с отрядом, прикрывавшим бесленеевский аул с 3 (15) апреля 1841 по 25 мая (6 июня) 1841 года, в действующем Лабинском отряде с 1 (13) мая 1841 по 26 октября (7 ноября) 1841 года на строительстве укреплений и перестрелках с абадзехами и егерукаевцами. Участвовал в отражении нападения на Шалаковское укрепление 3 (15) августа 1842 года и преследовании неприятеля.
- за отличие прапорщик с 25 июня (7 июля) 1843 года со старшинством с 31 августа (12 сентября) 1842 года. Участвовал в отражении неприятеля у Кургельского моста 29 августа (10 сентября) 1843 года, в боях в ущелье реки Писшен с 31 августа (12 сентября) 1843 по 1 (13) сентября 1843 года
- уволен в отпуск на 6 месяцев 29 марта (10 апреля) 1844 года.

Уволен от службы 25 сентября (7 октября) 1844 года с обязательством безвыездно жить в с. Высоком, в 7 верстах от Тулы, причём для всяких отлучек требовалось особое разрешение, освобожден от надзора 19 ноября (1 декабря) 1855 года. От всех ограничений освобожден по манифесту об амнистии 26 августа (7 сентября) 1856 года.
В 1859—1860 годах ездил с женой за границу и долго жил в Париже.
Михаил Михайлович Нарышкин умер в Москве 2 (14) января 1863 года. Похоронен в некрополе Донского монастыря в Москве.

## Семья
Считается, что род Нарышкиных — от германского племени наристов (норисков; нем. Norisken) было сочинено после брака Натальи Кирилловны Нарышкиной с царём Алексеем Михайловичем (1671). Более правдоподобна версия, что родоначальником Нарышкиных был крымский татарин Мордка Кубрат по прозвищу Нарыш или Нарышко, выехавший в Москву около 1465 года. Согласно официальной родословной его внук Исаак первым носил фамилию Нарышкин. Первый известный по документам Нарышкин — Борис Иванович, был воеводой в походе 1575 года.
Отец подполковник Михаил Петрович Нарышкин (17 (28) декабря 1753 — 23 августа (4 сентября) 1825), внук Кирилла Алексеевича Нарышкина (1670? — 1723), правнука Ивана Ивановича Нарышкина, брата Бориса Ивановича Нарышкина. Кирилл Алексеевич Нарышкин — троюродный брат царицы Натальи Кирилловны.
Мать Варвара Алексеевна (6 (17) ноября 1760 — 1 (13) марта 1827), дочь князя Алексея Никитича Волконского.
Два брата:
- Кирилл Михайлович Нарышкин (22 августа (2 сентября) 1785—7 (19) января 1857), генерал-майор. Женат на Анне Николаевне Сутгоф, сестре декабриста А. Н. Сутгофа
- Александр Михайлович Нарышкин (12 (24) марта 1801—29 июня (11 июля) 1846), штабс-капитан лейб-гвардии Московского полка. Первая жена — Александра Васильевна Беклемишева (1812—1834), дочь — Варвара, замужем за кн. Петром Николаевичем Туркестановым. Вторая жена — Анастасия Яковлевна Казаринова, сыновья — Николай, Яков, Кирилл, женат на Анне Михайловне Хитрово, и Михаил, женат на Наталье Александровне Карамзиной (внучатая племянница известного писателя Николая Михайловича Карамзина).

Шесть сестёр:
- Маргарита (2 (13) января 1780—29 апреля (11 мая) 1852), в 1-м браке Ласунская, во 2-м браке Тучкова, инокиня Мелания, игуменья Мария, основательница Спасо-Бородинского монастыря.
- Варвара (6 (17) июля 1787—29 сентября (11 октября) 1834)
- Софья (10 (21) сентября 1788—18 (30) января 1829)
- Евдокия (19 (30) июня 1790—5 (17) марта 1862), замужем за князем Петром Алексеевичем Голицыным (1796—1849)
- Мария
- Наталья (25 июня (7 июля) 1804—10 (22) декабря 1817)

Женился 12 (24) сентября 1824 года на бывшей фрейлине, графине Елизавете Петровне Коновницыной (1802—1867), которая последовала за ним в Сибирь.
Единственная дочь Наталья (11 (23) июня 1825 — 31 августа (12 сентября) 1825).
В июле 1830 года супруги взяли на воспитание в Чите приёмную дочь — Ульяну Чупятову, когда ей было 7 месяцев. Она — незаконная дочь Авдотьи Емельяновой Чупятовой, жены лекарского ученика Андрея Ивановича Чупятова из с. Александровского Нерчинского округа, прижитая во время отсутствия мужа. В 1850 году Ульяна вышла замуж за капитана Петра Ваильевича Давыдова, у них четверо детей (один мальчик умер в детстве).